# Svjetska baština u Japanu
Kronološki popis svjetske baštine u Japanu po godini upisa na UNESCO-ovu listu:
1. 1993. - Sjedište plemstva - Dvorac Himeji
2. 1993. - Budistička svetišta kompleksa Horyu-ji
3. 1993. - Šuma cedrova na Yakushimi
4. 1993. - Bukova šuma na Shirakami-Sanchiju
5. 1994. - Povijesni spomenici Kyota (Uji i Otsu)
6. 1995. - Povijesna sela Shirakawa-go i Gokayama
7. 1996. - "Kupola atomske bombe", ostaci industrijske i trgovačke komore u Hirošimi
8. 1996. - Šintoističko svetište u Itsukushimi na otoku Miyajima (Svetište Itsukushima)
9. 1998. - Povijesni spomenici stare Nare
10. 1999. - Hramovi i svetišta Nikka
11. 2000. - Gusuku mjesta i arheološka nalazišta otočja Ryukyu
12. 2004. - Svetišta i hodočasnički putovi u brdima poluotoka Kii
13. 2005. - Nacionalni park Shiretoko na poluotoku Shiretoko
14. 2007. - Rudnik srebra Iwami Ginzan s povijesnom okolicom
15. 2011. - Budistička čista zemlja Hiraizumija, hramovi, vrtovi i arheološki lokaliteti
16. 2011. - Otoci Ogasawara
17. 2013. - Fuji, sveto mjesto i izvor umjetničke inspiracije
18. 2014. - Tomioka tvornica svile i pripadajući lokaliteti
19. 2015. - Mjesta Meiji industrijske revolucije
20. 2016. - Arhitektonska djela Le Corbusiera, izniman doprinos modernom pokretu
21. 2017. - Sveti otok Okinoshima i pripadajuća mjesta Munakata
22. 2018. - Tajna kršćanska mjesta regije Nagasaki
23. 2019. - Kofunguni Mozu i Furuichi: tumuli drevnog Japana
24. 2021. - Prapovijesna mjesta Jōmon kulture u sjevernom Japanu
25. 2021. - Otoci Amami Ōshima, Tokunoshima, Iriomote i sjeverni dio otoka Okinawa

## Popis predložene svjetske baštine Japana
1. 1992. - Hramovi, svetišta i druge građevine drevnog grada Kamakura
2. 1992. - Dvorac Hikone
3. 2007. - Asuka-Fujiwara: arheološki lokaliteti japanskih starih prijestolnica
4. 2010. - Sado, kompleks starih rudnika zlata
5. 2012. - Budistička čista zemlja Hiraizumija, hramovi, vrtovi i arheološki lokaliteti (proširenje)

## Poveznice
- Popis mjesta svjetske baštine u Aziji